# Sandy Hollow-Escondidas
Sandy Hollow-Escondidas é uma Região censo-designada localizada no estado norte-americano do Texas, no Condado de Nueces.

## Demografia
Segundo o censo norte-americano de 2000, a sua população era de 433 habitantes.

## Geografia
De acordo com o United States Census Bureau tem uma área de
21,2 km², dos quais 20,7 km² cobertos por terra e 0,5 km² cobertos por água.

## Localidades na vizinhança
O diagrama seguinte representa as localidades num raio de 16 km ao redor de Sandy Hollow-Escondidas.